# La Cigale
La Cigale je koncertní sál v Paříži.

## Historie
Koncertní sál, který se nachází na bulváru Marguerite-de-Rochechouart, ve čtvrti Pigalle, byl postaven v roce 1887 na místě podniku Boule noire (postaven v roce 1822). S kapacitou asi 1000 míst se specializoval na divadelní revue. V roce 1894 sál rozšířil architekt Henri Grandpierre, strop namaloval Adolphe Léon Willette. Vystupovali zde Mistinguett, Maurice Chevalier, Yvonne Printemps, Gaston Ouvrard, Arletty, Raimu nebo Max Linder. Gina Palermo zde debutovala v roce 1910.
V roce 1915 převzala vedení Madame Rasimi, ředitelka Bataclanu.
Po první světové válce se zde hrály operety, vaudeville a futuristické večery Jeana Cocteaua. V roce 1924 se do suterénu podniku přestěhoval kabaret. Podnik byl však v roce 1927 uzavřen a dočasně jej nahradil malý hudební sál s názvem La Fourmi.
Ve 40. letech 20. století bylo La Cigale přeměněno na kino.
V roce 1987 došlo ke znovuotevření La Cigale. Sál přeměněný na víceúčelové hlediště, zmodernizoval a vyzdobil Philippe Starck.
Vestibul a sál jsou od 8. prosince 1981 zapsány mezi historické památky.

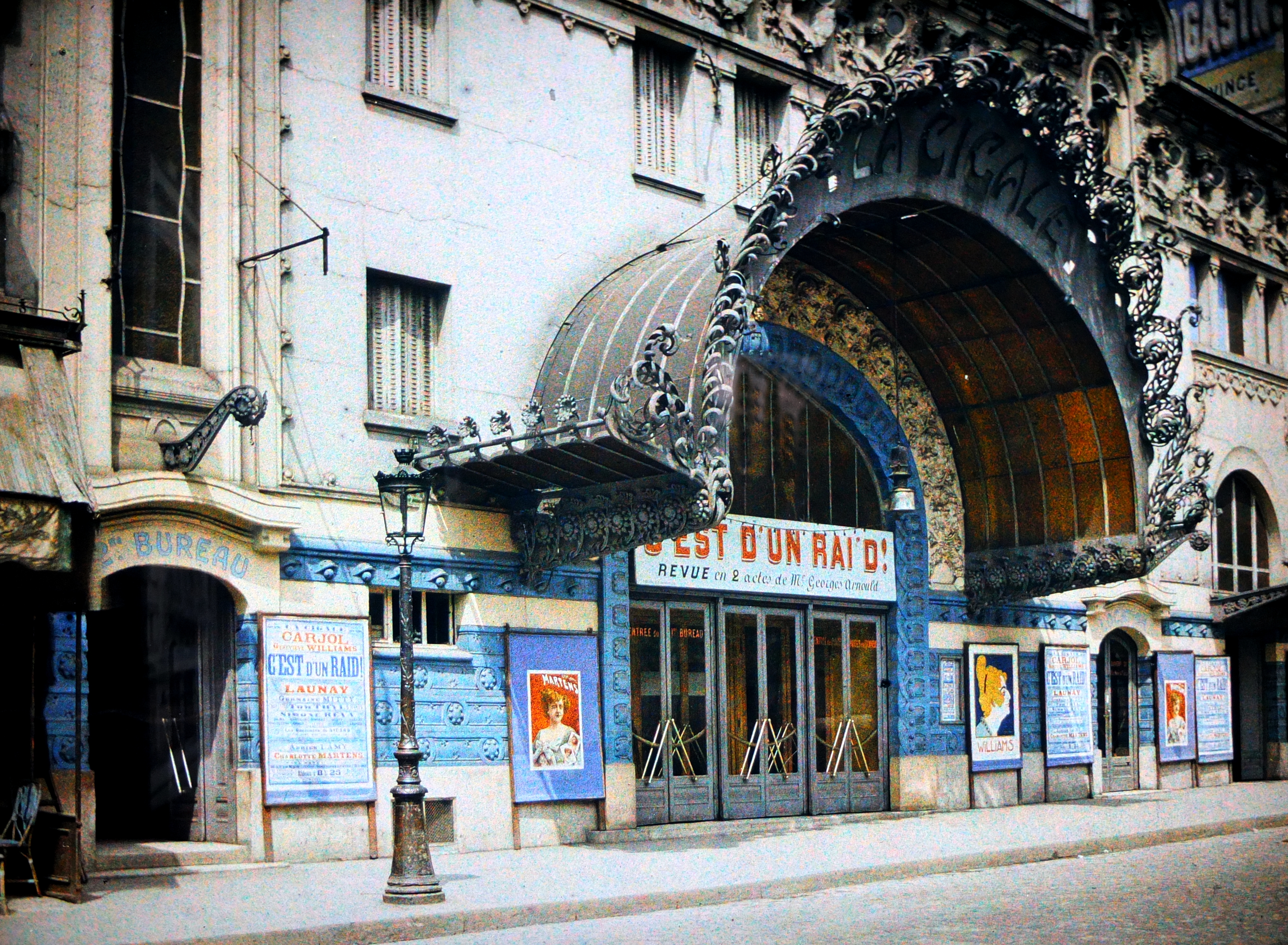
La Cigale v roce 1918, autochrom.

## Program
V La Cigale vystupovali např. Julie Zenatti, Indochine, Muse, The Allman Brothers Band, Status Quo, Jeff Beck, Johnny Winter, Iggy Pop, Charles Trenet, Johnny Hallyday, Bonnie Tyler, Jack White, The Kills, Kim Wilde, Kylie Minogue, Noir Désir, Dido, Renaud, Oasis, Radiohead, Blur, Page & Plant, Prince, Claude Nougaro, -M-, Manu Chao, Superbus, Norah Jones, The Dead Weather, Les Rita Mitsouko, Vincent Delerm (46krát), Gaspard Proust, Eric Clapton, Metronomy, Matmatah, Vald, 3T, Shaka Ponk aj.

## Sál
Sál pojme až 1477 osob (na koncertech, kde se stojí) nebo 954 osob (pro představení se sedícím publikem). Podlaha orchestru se může naklápět a stoupat díky hydraulickému systému.

## Nahraná vystoupení
Z koncertů nahraných v La Cigale jsou např.:
- Marc Lavoine: Live à la Cigale (CD - 1988)
- Les Wriggles: à la Cigale (DVD - 2003)
- Lofofora: Lames de fond (CD+DVD - 2004)
- Johnny Hallyday: La Cigale 94 (CD - 2004)
- Les Vampas: Never Trust a Live! (CD+DVD – 2004)
- Thomas Fersen: La Cigale des grands jours (CD+DVD - 2004)
- Mano Negra: General tour, koncert z roku 1990 obsažený na DVD Out of time (2005)
- Bonnie Tyler: Bonnie On Tour (DVD - 2005)
- Roberte: živě v La Cigale (CD+DVD - 2005)
- Placebo : živě v La Cigale (2006)
- James Blunt: live à la La Cigale (bonusové DVD s albem Back to Bedlam - 2006)
- Hoobastank: Le Cigale (CD+DVD - 2006)
- Sixun: Sixun fête ses 20 ans : Live à La Cigale (DVD - 2006)
- Djamel Mellouk: Mille et Une Nuits live à La Cigale (2006)
- Vincent Delerm: à la Cigale (2CD+2DVD - 2007)
- Johnny Hallyday: La Cigale : 12-17 décembre 2006 (CD+DVD - 2007)
- Catherine Ringer: chante les Rita Mitsouko and more à la Cigale (CD+DVD - 2008)
- Marie-Cherrier: live à la Cigale (CD - 2008)
- Grand Corps Malade: Koncertně (CD+DVD - 2009)
- Booba: Autopsie Show (CD - 2010)
- Rohff: Distinct Tour (DT) (2011)
- Audrey Lamy: Last Before Vegas (2011)
- Anne Sylveste: à la Cigale - Enregistrement public (2014)
- Louise Attaque: Live – La Cigale (CD – 2016)
- Lady Ponce: 10ans (2017)
- Thomas VDB: Bon chienchien (DVD - 2018)
- Norman Thavaud: Le spectacle de la maturité (2019-2020)
- The KVB: Live at La Cigale (2020)